# Mike Brown (kampsportare)
Michael Thomas Brown, född 8 september 1975 i Portland, är en amerikansk före detta MMA-utövare som bland annat tävlade i organisationerna Ultimate Fighting Championship och WEC.